# 枕崎市立金山小学校
枕崎市立金山小学校（まくらざきしりつきんざんしょうがっこう）は、鹿児島県枕崎市金山町にあった市立小学校。2014年3月に閉校し、枕崎市立桜山小学校に統合された。

## 概要
2014年3月、閉校時の児童数は20名。
2012年（平成24年）度までに3,174名の卒業生が巣立っている。

## 歴史
- 1891年（明治24年）- 桜山小学校分校が開校[1]。
- 1892年（明治25年）- 桜山小学校分校が金山小学校として分離独立[1]。
- 1949年（昭和24年）- 枕崎町が市制施行し枕崎市となったのに伴い、枕崎市立金山小学校に改称。
- 2006年（平成18年）- 全日本学校関係緑化コンクール（学校林等活動の部）で入選[2]。
- 2009年（平成21年）- 県学校環境緑化・学校林等活動コンクール（学校林等活動の部）で優良賞を受賞[3]。
- 2014年（平成26年）2月23日 - 閉校記念式典。
- 2014年（平成26年）4月1日 - 枕崎市立桜山小学校へ統合。

## 通学区域
金山小学校の通学区域は以下の区域が指定されていた。
- 枕崎市
  - 金山町、金山西町、田布川町、美山町

## 進学先中学校
- 枕崎市立桜山中学校